# سحابی چشم گربه

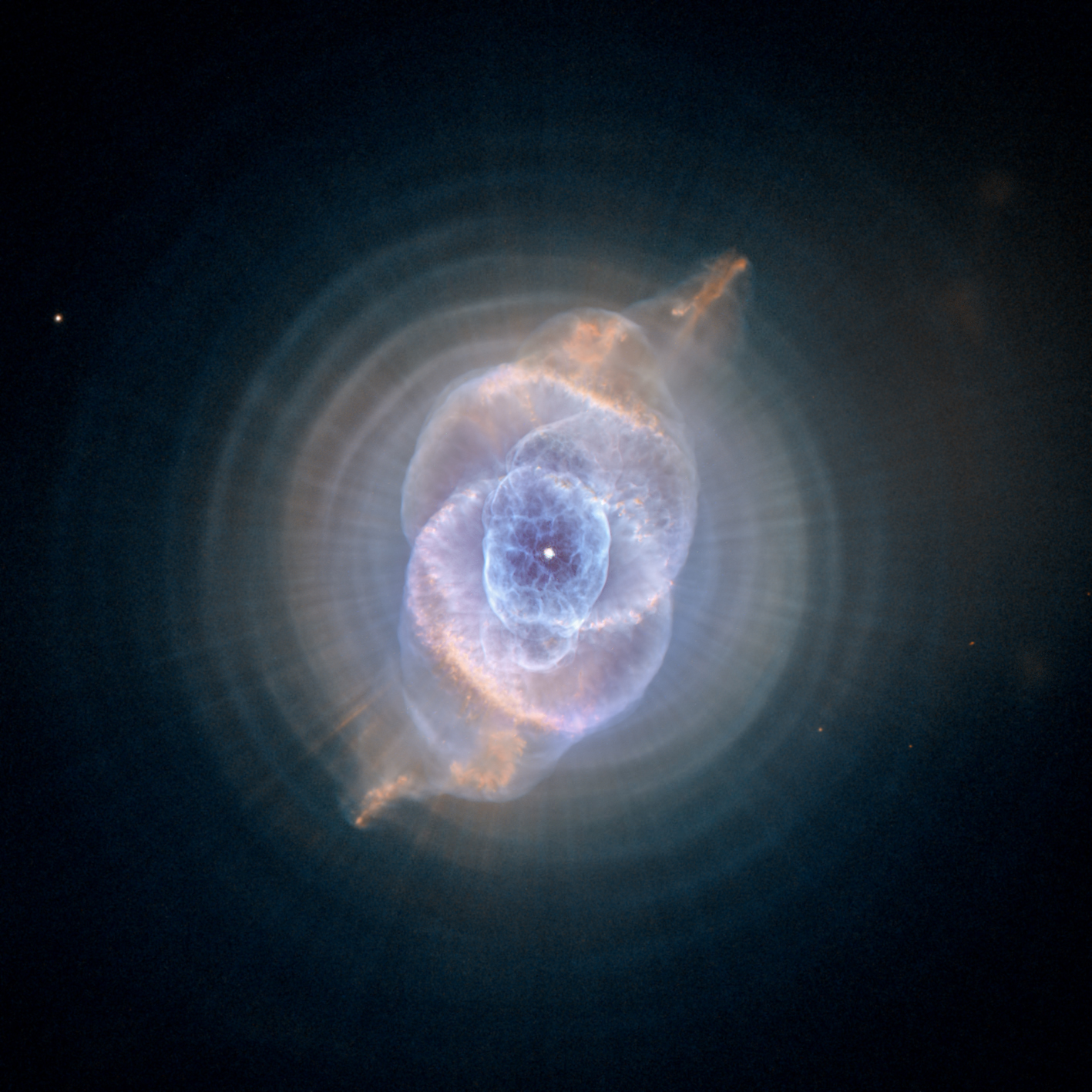

سحابی چشم گربه (شمارهٔ ان‌جی‌سی: ۶۵۴۳) که با نام کَلدْوِل ۶ (به انگلیسی: Caldwell 6) نیز شناخته می‌شود، یک سحابی سیاره‌ای است که در صورت فلکی اژدها قرار دارد. این سحابی از نظر ساختار، جزء پیچیده‌ترین سحابی‌های شناخته‌شده است. در مرکز این سحابی یک ستارهٔ نورانی و داغ از قدر ظاهری ۱۱ قرار دارد که در حدود ۱۰۰۰ سال پیش پوشش بیرونی خود را از دست داد و در نتیجهٔ آن، سحابی تشکیل شد.
این سحابی در ۱۵ فوریهٔ سال ۱۷۸۶ توسط ویلیام هرشل کشف شد.
پژوهش‌های جدید در مورد این سحابی موجب آشکار شدن معماهای گوناگونی شد. پیچیدگی ساختار آن می‌تواند معلول موادی باشد که از ستارهٔ دیگری به فضا پرتاب می‌شوند، اما تاکنون شواهد مستقیمی بر وجود این ستاره یافت نشده‌است. همچنین در اندازه‌گیری فراوانی مواد شیمیایی با دو روش مختلف، تفاوت بسیاری یافت شد که دلیل آن معلوم نشده‌است. مشاهدات تلسکوپ فضایی هابل حلقه‌های کم‌نوری در اطراف سحابی آشکار کرده‌است که پوسته‌هایی کروی هستند که در گذشته توسط ستارهٔ مرکزی پرتاب شده‌اند. مکانیزم اصلی این پرتاب‌ها هنوز روشن نیست.

## دادگان پایه
سحابی چشم گربه از سحابی‌های سیاره‌ای است که در مورد آن پژوهش بسیاری انجام شده‌است. قدر ظاهری نسبی آن ۸٫۱ است و سطح آن نیز دارای روشنایی بسیاری است. مکان این سحابی در بعد ۱۷ ساعت و ۵۸ دقیقه و میل آن مثبت ۶۶ درجه و ۳۷ دقیقه و ۵۹ ثانیه است. به دلیل این میل بالا، مشاهدهٔ این سحابی در نیم‌کرهٔ شمالی به راحتی امکان‌پذیر است و تقریباً در جهت قطب شمال دائرةالبروج قرار دارد.

## گالری

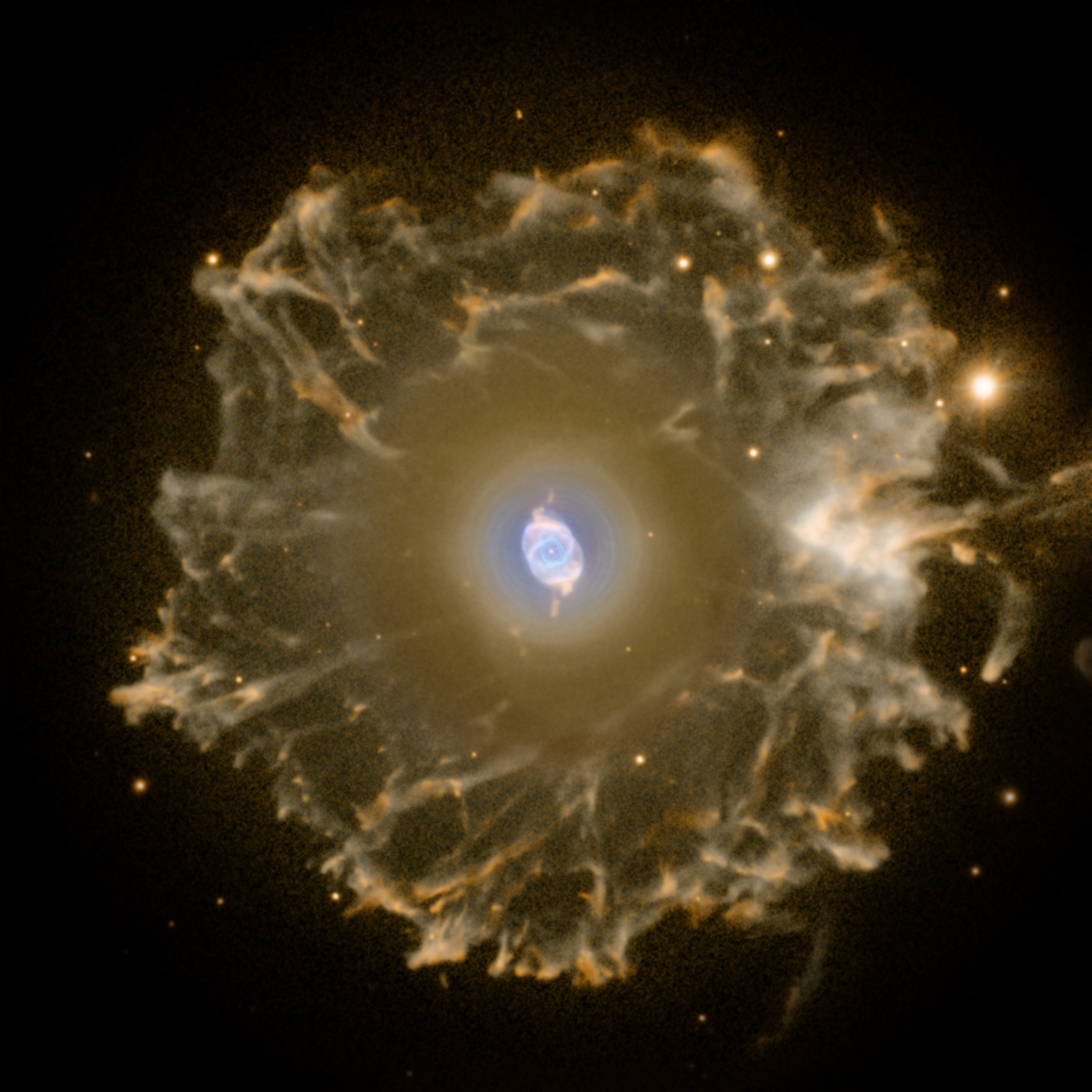
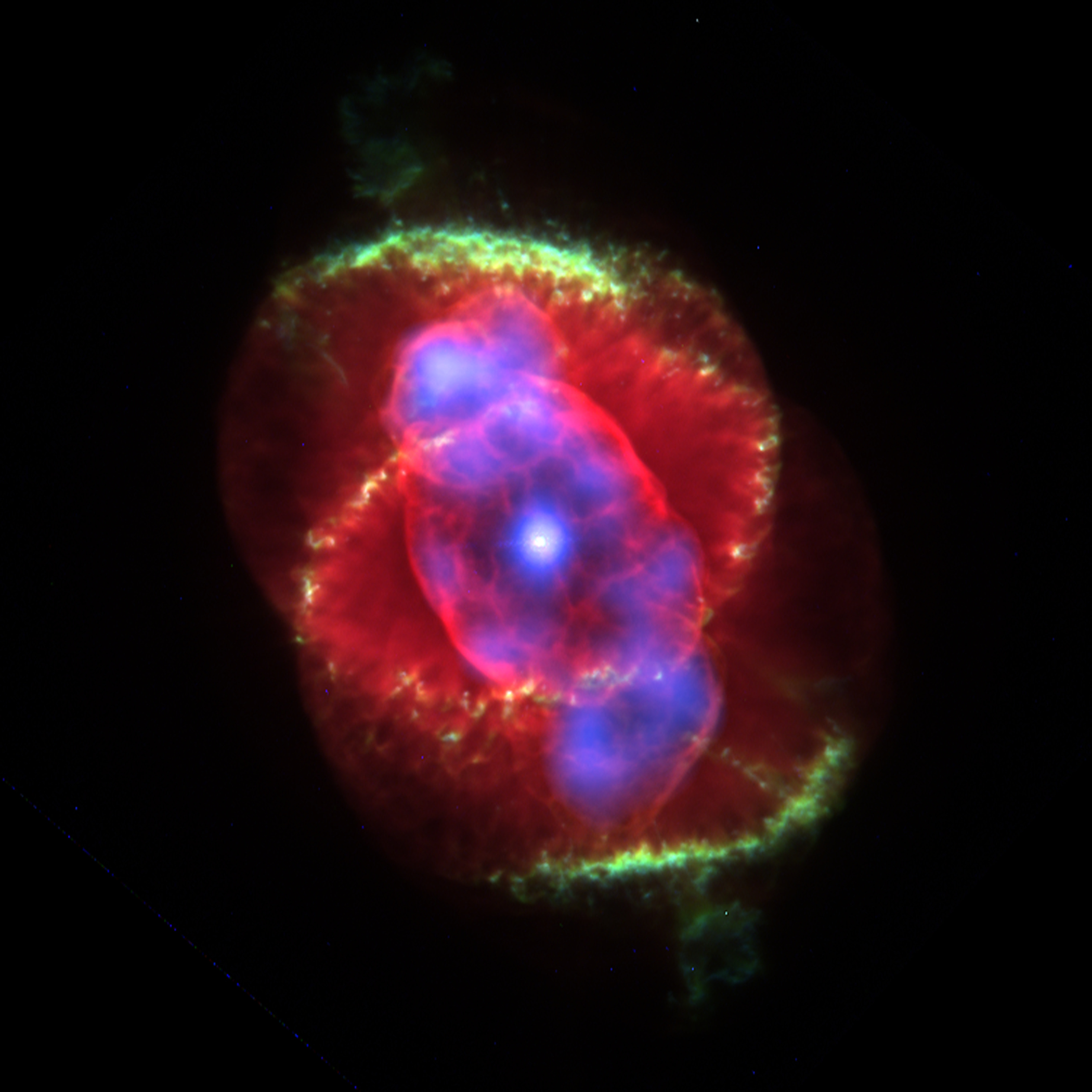